# Bruno Ribera
 (octobre 2008).
Si vous disposez d'ouvrages ou d'articles de référence ou si vous connaissez des sites web de qualité traitant du thème abordé ici, merci de compléter l'article en donnant les références utiles à sa vérifiabilité et en les liant à la section « Notes et références ».
Bruno Ribera, né le 21 août 1955,, est un musicien, compositeur et arrangeur, chef d’orchestre et orchestrateur. Il est premier prix de conservatoire de Paris et a étudié à Berklee College of Music (Boston, États-Unis).

## Biographie
Bruno Ribera a collaboré avec Julia Migenes, Johnny Hallyday, Michel Berger, Louis Chedid, Alain Souchon, Michel Sardou, Florent Pagny, Richard Clayderman, Lambert Wilson, Jacques Higelin, Lauryn Hill, Kassav'.
Il a dirigé Le Royal Philharmonic Orchestra de Londres aux studios d'Abbey Road lors de sa collaboration avec R. Claydermann. Il a travaillé sur des musiques de films pour EuropaCorp (Le Souffleur, Love and Other Desathers…), pour Les Films Christian Fechner (L'Antidote, Je préfère qu'on reste amis…), pour des séries TV… Il a réalisé les musiques de séries documentaires pour France 5 et Planète, plusieurs campagnes de publicité (Auchan…), des bandes annonces de films, des musiques de jeux vidéo ainsi que des albums pour Universal Music Group, Sony Music Entertainment et EMI.
Bruno Ribera a créé la société Olivia Productions, qui propose des spectacles destinés au grand public  et/ou évènementiels. Il est à la tête d'une équipe qui produit des spectacles et des albums. En 2008, il a produit de la comédie musicale flamenco Flamen’ka Nueva au Casino de Paris, aux Folies Bergère, à la Cigale puis à Londres au Lyric dans le West End. Il a produit et composé plusieurs albums tirés du spectacle.
Sa société Olivia Productions, édition et production musicale, dispose de sa propre distribution digitale dans le monde entier s'appuyant sur un catalogue de plus de 5000 titres.